# Nel sole (película)
Nel sole es una película musical italiana de 1967 dirigida por Aldo Grimaldi. El título es una referencia a la exitosa canción de Al Bano con el mismo nombre.

## Argumento
Carlo, un joven pobre que trabaja como camarero para pagarse los estudios, está enamorado de Lorena, una chica rica. Para impresionarla, se hace pasar por un magnate con la ayuda de dos amigos suyos: un mayordomo y un chofer.

## Reparto
- Al Bano: Carlo Carrera.
- Romina Power: Lorena Vivaldi.
- Linda Christian: Laura Vivaldi.
- Franco Franchi: Franco Sparapaoli.
- Ciccio Ingrassia: Ciccio.
- Carlo Giordana: Giorgio Castelli.
- Hélène Chanel: Ivana Vannucci.
- Antonella Steni: Profesora de Historia del Arte.
- Nino Taranto: Profesor de Física.
- Mirella Pamphili: Attilia.
- Enrico Montesano: Francesco Alessandroni.
- Loretta Goggi: Cantini.
- Enzo Maggio: Giacomo.
- Vincenzo Crocitti: Estudiante.